# Ofelaš
Ofelaš (Guia), en noruec Veiviseren, també conegut amb el títol en anglès Pathfinder és una pel·lícula d'aventures dirigida per Nils Gaup que es va estrenar el 1987. Es considera la primera pel·lícula sami, ja que tant el director com els actors principals son samis i tots els diàlegs intel·ligibles són en sami septentrional. El film va tenir molt d'èxit a Noruega, on va guanyar el premi Amanda al millor film i va ser nominat als Oscars a la millor pel·lícula de parla no anglesa de 1987. El famós músic sami Nils-Aslak Valkeapää en va compondre part de la música i hi va interpretar un rol menor.

## Argument
El noi sami Aigin torna a casa per trobar que la seva família ha estat assassinada per uns bandolers. Se n'escapa i aconsegueix a avisar un grup de samis que viuen al costat. Allà coneix una noia de qui s'enamora i el xaman de la siida que li adverteix que la violència i la revenja no és un bon camí per a seguir. Els bandolers que segueixen els rastres del noi a la neu, maten el xaman i els homes que hi havien quedat per lluitar contra ells, capturen el noi i l'obliguen a guiar-los cap a una vila prop del mar on s'han refugiat els samis. Aigin els guia cap a un precipici on els bandolers cauen i es moren. Ell en sobreviu i esdevé el nou xaman de la siida.

## Repartiment
- Mikkel Gaup : Aigin
- Nils Utsi : xaman Raste
- Helgi Skúlason : un bandoler
- Nils-Aslak Valkeapää : el cap de la siida

## Comentaris
El film transcorre els anys 1100-1200 i incorpora elements de la cultura sami, com la caça ritual de l'os, i el xamanisme que es practicaven abans de la cristianització.
Es basa en un llegenda difosa al nord de Noruega sobre la trobada d'un home sami amb un grup armat de criminals forasters coneguts com a tsjuder en noruec i čuđit en sami septentrional. En la majoria de les llegendes, els bandolers venen de l'oest però existeixen versions en què son suecs. En el film parlen una llengua fictícia.
El 2007 se'n va fer un remake a EUA, titulat Pathfinder. El 2021 es va publicar Tsïegle, una nova banda sonora del film.